# Piedmont (Stati Uniti d'America)

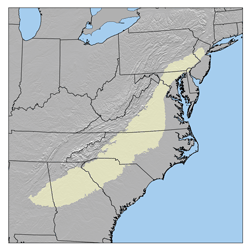
Localizzazione della regione del Piedmont.

Provincia fisiografica del Piedmont all'interno della divisione fisiografica dell'altopiano degli Appalachi

Il Piedmont è un altopiano situato negli Stati Uniti orientali, tra la pianura costiera dell'Atlantico e i monti Blue Ridge, e si estende dallo Stato di New York a nord fino all'Alabama centrale nel sud. La provincia del Piedmont è una regione fisiografica nella più estesa divisione fisiografica dei monti Appalachi, e consiste delle sezioni dell'altopiano del Piedmont e del bassopiano del Piedmont.
La Atlantic Seaboard Fall Line segna il limitare orientale del Piedmont con la pianura atlantica; ad ovest, la regione è limitata dai monti Blue Ridge, la catena più orientale degli Appalachi. La larghezza del Piedmont varia, essendo abbastanza stretto al di sopra del fiume Delaware, ma con una larghezza di circa 475 km nella Carolina del Nord. L'area del Piedmont è di circa 207.000 km².
La parola inglese Piedmont viene dall'italiano "Piemonte", che significa "ai piedi delle montagne", e a sua volta proviene dal latino "pedemontium", che ha lo stesso significato.

## Geologia
La superficie del Piedmont è caratterizzata da dolci colline relativamente basse, con altezze tra i 50 e i 250/300 metri sul livello del mare. La sua geologia è complessa, con numerose formazioni rocciose di diversi materiali ed età, mescolate le une con le altre. Essenzialmente, il Piedmont è la parte residuale di diverse antiche catene montuose che sono state erose dagli eventi atmosferici.

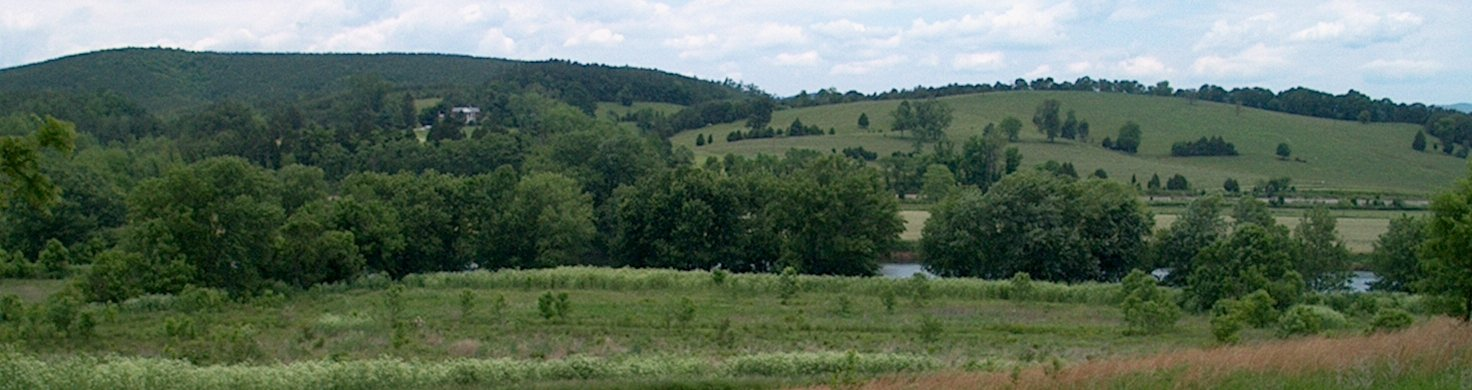
Il fiume James si snoda attraverso le dolci colline del Piedmont nella Virginia centrale. Molte delle colline della regione del Piedmont sono più basse di queste.

I geologi hanno identificato almeno cinque eventi separati che hanno portato al deposito dei sedimenti, inclusa l'orogenesi di Grenville (la collisione dei continenti che hanno creato il supercontinente Rodinia) e l'orogenesi alleganiana durante la formazione della Pangea. L'ultimo grande evento della storia del Piedmont è stata la separazione della Pangea, quando il Nord America e l'Africa hanno iniziato ad allontanarsi. Grandi bacini sedimentari si formarono dalla rottura e vennero riempiti da sedimenti provenienti dalle alture circostanti. La serie di bacini mesozoici è quasi interamente situata nella regione del Piedmont.

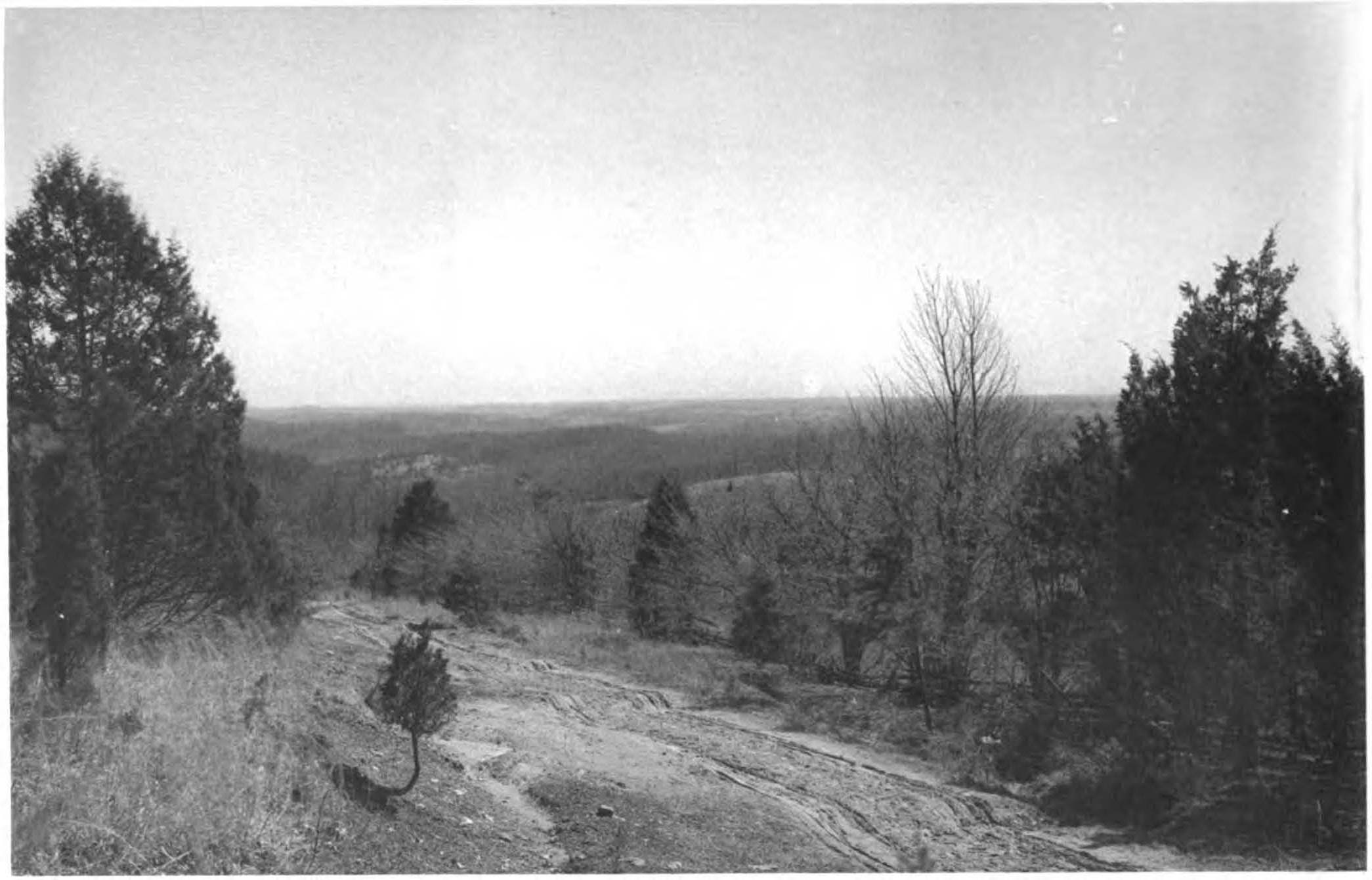
L'altopiano del Piedmont, con vista verso est su Rocky Ridge nel Maryland, circa 1898

## Suolo e coltivazione
Il suolo del Piedmont è generalmente argilloso (Ultisol) e moderatamente fertile. In alcune aree risente dell'erosione e dello sfruttamento intensivo, in particolare nel Sud dove il cotone era generalmente la principale coltura. Nella regione del Piedmont centrale della Carolina del Nord e della Virginia, il principale raccolto è il tabacco, mentre nella zona settentrinoale vi è maggiore diversità, sono presenti frutteti, caseifici e fattorie.

## Musica
La parte della regione del Piedmont negli Stati Uniti meridionali è associata al Piedmont blues, uno stile di blues che nacque in questa zona nel tardo XIX secolo.  Secondo la Piedmont Blues Preservation Society, molti musicisti del Piedmont blues giunsero dalla Virginia, Carolina del Nord e del Sud, e dalla Georgia. Durante la grande migrazione afroamericana, gli afroamericani si spostarono nel Piedmont; con gli Appalachi ad ovest, coloro che si sarebbero potuti spostare in aree rurali rimasero invece nelle città, e furono pertanto esposti a influenze musicali più ampie rispetto a quelle, ad esempio, del rurale delta del Mississippi. Il Piedmont blues fu influenzato ad molti tipi di musica come ragtime, country e canzoni popolari, stili che ebbero relativamente poca influenza sul blues in altre regioni.

## Città
Molte grandi città sono situate sulla Atlantic Seaboard fall line, il confine orientale del Piedmont, anche se in Georgia ed Alabama il Piedmont corre da est a ovest, e la fall line è il confine meridionale. Questa linea, in cui la terra si innalza vertiginosamente dalla pianura costiera, segna il limite di navigabilità di molti grandi fiumi, pertanto lungo di essa sorsero porti interni.
All'interno della regione dei Piedmont vi sono diverse aree ad alta densità urbana, la più grande delle quali è l'area metropolitana di Filadelfia in Pennsylvania e New Jersey. Il Piedmont taglia il Maryland a metà, coprendo l'area metropolitana di Baltimora-Washington. In Virginia, l'area metropolitana di Richmond è la maggiore area urbana e nella Carolina del Nord il Piedmont Crescent comprende divere aree metropolitane, come quella di Charlotte, il Piedmont Triad ed il Research Triangle. Tra le altre importanti aree vi sono quella di Greenville-Spartanburg-Anderson nella Carolina del Sud, e l'area metropolitana di Atlanta in Georgia.